# Krostitz
Krostitz település Németországban, azon belül Szászország tartományban. Lakosainak száma 4189 fő (2023. december 31.). Krostitz Lipcse és Rackwitz községekkel határos.

## Népesség
A település népességének változása:
| Lakosok száma | 3891 | 3940 | 4121 | 4155 | 4189 |
|               | 2017 | 2019 | 2021 | 2022 | 2023 |